# CA Porteño
CA Porteño is een Argentijnse sportclub uit San Vicente. De club werd in 1895 opgericht als voetbalteam en speelde deze sport tot het professionalisme werd ingevoerd in 1931. Sindsdien is de club enkel actief in rugby union en veldhockey.

## Geschiedenis
Op 28 juli 1895 kwamen enkele Ierse immigranten samen op de Hipódromo de Palermo en richten de club op als Club Atlético Capital. De leden hadden niet veel geld en enkele maanden later zetten ze hun geld in op de paardenrennen en wonnen een grote som geld toen het paard Porteño won. Hiermee konden ze voor iedereen voetbaluitrustingen kopen en de naam werd gewijzigd in CA Porteño ter ere van het paard.
De voetballers maakten hun debuut in de hoogste klasse in 1907 en speelde hier tot degradatie volgde in 1928. Nadat het professionalisme werd ingevoerd besloot het team om zich terug te trekken uit het voetbal. In 1912 en 1914 werd de club kampioen.